# Regierung Leburton II
Die Regierung Leburton II amtierte in Belgien vom 23. Oktober 1973 bis zum 19. Januar 1974.  Der vom wallonischen Sozialisten Edmond Leburton am 26. Januar 1973 gebildeten 5-Parteien-Regierung gehörten die flämischen (CVP) und wallonischen Christdemokraten (PSC), die Sozialisten (BSP-PSB) sowie die flämischen (PVV) und wallonischen (PLP) Liberalen an. Am 23. Oktober kam es zu einer großen Umbesetzung der Regierung, die sich weiterhin auf die gleichen Parteien stützte. Die Anzahl der Staatssekretäre wurde von vorher 14 auf sechs reduziert. Nach wenigen Monaten Amtszeit erklärte Premierminister Leburton im Januar 1974 zurück. Nachdem die Bildung einer neuen Regierung gescheitert war, wurden vorzeitige Neuwahlen für den 10. März 1974 angesetzt. Ursache für den Rücktritt war die Ibramco-Affäre, der gescheiterte Versuch der belgischen Regierung gemeinsam mit der staatlichen iranischen Ölgesellschaft NIOC in der Provinz Lüttich nahe der niederländischen Grenze eine Raffinerie zu errichten.

## Kabinett
| Minister | Minister              | Minister | Minister            | Minister          |
| Amt | Amtsinhaber           | Partei   | Beginn der Amtszeit | Ende der Amtszeit |
| --- | --------------------- | -------- | ------------------- | ----------------- |
| Premierminister | Edmond Leburton       | PSB      | 23. Oktober 1973    | 19. Januar 1974   |
| Vize-Premierminister und Haushaltsminister | Leo Tindemans         | CVP      | 23. Oktober 1973    | 19. Januar 1974   |
| Vize-Premierminister und Finanzminister | Willy De Clercq       | PVV      | 23. Oktober 1973    | 19. Januar 1974   |
| Verteidigungsminister | Paul Vanden Boeynants | PSC      | 23. Oktober 1973    | 19. Januar 1974   |
| Außenminister | Renaat Van Elslande   | CVP      | 23. Oktober 1973    | 19. Januar 1974   |
| Minister für Gesundheit, Umwelt und Familie | Jos De Saeger         | CVP      | 23. Oktober 1973    | 19. Januar 1974   |
| Justizminister | Herman Vanderpoorten  | PVV      | 23. Oktober 1973    | 19. Januar 1974   |
| Bildungsminister | Michel Toussaint      | PLP      | 23. Oktober 1973    | 19. Januar 1974   |
| Minister für Wissenschaft, die östlichen Kantone und Tourismus                                                                                      | Charles Hanin         | PSC      | 23. Oktober 1973    | 19. Januar 1974   |
| Wirtschaftsminister | Willy Claes           | BSP      | 23. Oktober 1973    | 19. Januar 1974   |
| Minister für öffentliche Arbeiten | Alfred Califice       | PSC      | 23. Oktober 1973    | 19. Januar 1974   |
| Sozialminister | Frank Van Acker       | BSP      | 23. Oktober 1973    | 19. Januar 1974   |
| Innenminister | Edouard Close         | PSB      | 23. Oktober 1973    | 19. Januar 1974   |
| Bildungsminister | Willy Calewaert       | BSP      | 23. Oktober 1973    | 19. Januar 1974   |
| Minister für Brüsseler Angelegenheiten und Entwicklungszusammenarbeit                                                                               | Guy Cudell            | PSB      | 23. Oktober 1973    | 19. Januar 1974   |
| Landwirtschaftsminister | Albert Lavens         | CVP      | 23. Oktober 1973    | 19. Januar 1974   |
| Minister für französische Kultur, Raumordnung und Wohnen                                                                                            | Pierre Falize         | PSB      | 23. Oktober 1973    | 19. Januar 1974   |
| Arbeitsminister | Ernest Glinne         | PSB      | 23. Oktober 1973    | 19. Januar 1974   |
| Minister für wallonische Angelegenheiten | Jean-Pierre Grafé     | PSC      | 23. Oktober 1973    | 19. Januar 1974   |
| Minister für flämische Kultur und flämische Angelegenheiten                                                                                         | Jos Chabert           | CVP      | 23. Oktober 1973    | 19. Januar 1974   |
| Minister für Kommunikation und Häfen | Jef Ramaekers         | BSP      | 23. Oktober 1973    | 19. Januar 1974   |
| Minister für den Mittelstand, Verfassungs- und Verwaltungsreform                                                                                    | Louis Olivier         | PLP      | 23. Oktober 1973    | 19. Januar 1974   |
| |                       |          |                     |                   |
| Staatssekretäre |                       |          |                     |                   |
| Staatssekretär für den öffentlichen Dienst beim Premierminister                                                                                     | Placide De Paepe      | CVP      | 26. Januar 1973     | 23. Oktober 1973  |
| Staatssekretär für regionale Wirtschaft im Wirtschaftsministerium Staatssekretär für Raumordnung und Wohnen im Ministerium für öffentliche Arbeiten | Luc Dhoore            | CVP      | 26. Januar 1973     | 23. Oktober 1973  |
| Staatssekretär für Haushalt im Haushaltsministerium                                                                                                 | Antoine Humblet       | PSC      | 26. Januar 1973     | 23. Oktober 1973  |
| Staatssekretär für Post und Telekommunikation im Kommunikationsministerium Staatssekretär für Außenhandel im Außenministerium                       | Jos Daems             | PVV      | 26. Januar 1973     | 23. Oktober 1973  |
| Staatssekretär für regionale Wirtschaft im Wirtschaftsministerium                                                                                   | Jean Defraigne        | PLP      | 26. Januar 1973     | 23. Oktober 1973  |
| Staatssekretär für Verfassungs- und Verwaltungsreform beim Premierminister                                                                          | Elie Van Bogaert      | PSB      | 26. Januar 1973     | 23. Oktober 1973  |

Die Positionen des Bildungs und des Kulturministers sind doppelt besetzt mit je einem flämisch- und französischsprachigen Amtsinhaber.